# Гарбов
Гарбов (пољ. Garbów) је село у Лублинском округу, Лублинско војводство, у источној Пољској. То је седиште гмине (административног округа) под називом Гмина Гарбов (Општина Гарбов). Налази се отприлике 20 км северозападно од регионалне престонице Лублина. Село се налази на реци Куровка и има млин и рафинерију шећера.

## Историја
Село се први пут помиње 1326. године као седиште посебне парохије. У 15. веку било је лично власништво племићке породице Одроваж. Године 1785. продато је Јацеку Језерском, кастелану Лукова и маршалу шљахте, који је селу доделио Магдебуршко право. Током Кошћушког устанка 1794. године, град је био бојно поље последњег окршаја између снага Пољске и Русије. Након тога, град је анектиран од стране Аустрије у Трећој подели Пољске. Након пољске победе у Аустро-пољском рату 1809. године, постао је део краткотрајног Варшавског војводства, а након распада војводства 1815. године, пао је под руску деобу Пољске. Статус града му је укинут.
У међуратном периоду, административно се налазио у Лублинском војводству Пољске. Према попису из 1921. године, насеље је имало 865 становника, 98,0% Пољака и 1,6% Јевреја.
Након заједничке немачко-совјетске инвазије на Пољску, којом је започео Други светски рат у септембру 1939. године, село је било под немачком окупацијом до 1944. године.
Тренутно је село формално подељено на два одвојена насеља: Гарбов I и Гарбов II. Вероватно је да ће се ова два на крају спојити и поново добити градски статус.

## Знаменитости
У селу постоје неке значајне туристичке атракције. Међу њима су класицистичка палата из 18. века, фасада цркве из 17. века уништене 1915. године и црква у неоготичком стилу с почетка 20. века са звоном од 1.000 килограма из 1512. године.

## Значајне личности
- Саломон Морел (1919–2007), комунистички ратни злочинац који је побегао од правде и пребегао у Израел.